# Standschütze Hellriegel M1915
A Standschütze Hellriegel M1915 egy osztrák-magyar tervezésű vízhűtéses könnyű géppuska, melyet az első világháború alatt gyártottak igen alacsony darabszámban.
A könnyű géppuskához használhattak hagyományos szekrénytárat, vagy egy csigatárat, amely azonban nem csatlakozott közvetlenül a fegyverhez, abból a töltények egy hajlékon csúszdán keresztül kerültek a fegyverbe. A csigatár szokatlan megjelenése miatt sokan úgy gondolták, hogy a fegyver hevederes töltésű, azonban azok nem kapcsolódnak egymáshoz, a csigatárban lévő rugó tolja azokat a csúszdán keresztül a töltényűrbe.
A fegyverről keveset tudni, úgy tűnik hogy néhány prototípuson kívül több nem készült belőle.

## Fordítás
Ez a szócikk részben vagy egészben  a   Standschütze Hellriegel M1915 című angol Wikipédia-szócikk ezen változatának fordításán alapul.  Az eredeti cikk szerkesztőit annak laptörténete sorolja fel. Ez a jelzés csupán a megfogalmazás eredetét és a szerzői jogokat jelzi, nem szolgál a cikkben szereplő információk forrásmegjelöléseként.